# ハンガー・ゲーム FINAL: レジスタンス
『ハンガー・ゲーム FINAL: レジスタンス』（The Hunger Games: Mockingjay – Part 1）は、フランシス・ローレンス監督、ダニー・ストロング及びピーター・クレイグ脚本による2014年のアメリカ合衆国のSF戦争冒険映画である。スーザン・コリンズの小説『ハンガー・ゲーム』三部作の最終作『ハンガー・ゲーム3 マネシカケスの少女』を原作とした2部作映画の1本目であり、ニーナ・ジェイコブソン及びジョン・キリク製作、ライオンズゲート配給による映画『ハンガー・ゲーム』シリーズの第3作である。主要キャストはジェニファー・ローレンス、ジョシュ・ハッチャーソン、リアム・ヘムズワース、ウディ・ハレルソン、エリザベス・バンクス、ジュリアン・ムーア、フィリップ・シーモア・ホフマン、ジェフリー・ライト、スタンリー・トゥッチ、ドナルド・サザーランドらである。

## プロット
第75回ハンガー・ゲームで競技場を爆破したのちチーフ・ゲームメイカーのヘヴンズビーによって救出されたカットニスは、幼馴染のゲイルとゲームの参加者フィニックと共に第13地区に連れてこられていた。かつてパネムの首都キャピトルによって滅ぼされたと教えられていた第13地区の住民は地下施設に逃れ、反乱の時をうかがっていたのだった。
離ればなれになっていた母親と妹プリムローズに再会したカットニスは、第13地区の指導者であるアルマ・コイン首相から反乱の象徴"マネシカケス"として反乱軍を率いることを打診される。一度は断った彼女だが、キャピトルが流した国営放送で、第75回ハンガー・ゲーム以来行方不明となっていたチームメイトのピータが反乱軍に降伏を呼びかけるよう強要されていることを知り、彼の救出と恩赦を与えることを条件にコイン首相の要望を受け入れる。
カットニスはプロパガンダ映像の制作のために用意された撮影チームと共に各地区を回っていたが、第8地区にある病院を訪問した時キャピトル軍が攻撃を仕掛け、病院にいた負傷者たちがそれに巻き込まれてしまう。これを目にし怒りにかられたカットニスはカメラの前でキャピトルに対し「私たちを焼き尽くす炎は、いずれあなたたちをも焼き尽くすでしょう」と発した。彼女が登場するプロパガンダ映像はパネム全土に流れ、それに触発された各地区の人々はキャピトルへの攻撃を行った。
だが、プロパガンダ映像の放送後、ピータは国営放送で衰弱した姿を見せ、第13地区に攻撃が来ることを警告する。彼の言葉通りキャピトル軍が第13地区を襲撃するも、コイン首相が発令したシェルターへの避難命令により住民は無事助かり、施設も破壊されずに済んだ。カットニスはのちに、スノー大統領が自分を脅すためにピータを苦しめているのだと気付く。コイン首相は特殊部隊をキャピトルに送り込み、ピータを含む囚われていた勝者たちを救出したものの、ピータはカットニスを殺すよう洗脳され、もはやかつての彼自身ではなくなってしまっていた。

## 登場人物

### 前作からの登場人物
カットニス・エヴァディーン
演 - ジェニファー・ローレンス 日本語吹き替え:水樹奈々
本作の主人公。第12地区出身。第75回ハンガー・ゲームに出場した際、ヘヴンズビーが画策した作戦により救出され、第13地区に連れてこられる。
コイン首相の要望を受け、反乱の象徴"マネシカケス"としての役割を負わされる。
ピータ・メラーク
演 - ジョシュ・ハッチャーソン 日本語吹き替え:神谷浩史
第12地区出身で、カットニスと共に第75回ハンガー・ゲームに出場したチームメイト。
ヘヴンズビーによるカットニス救出作戦の最中に姿を消すが、のちにキャピトルに捕らえられ、国営放送を通じて反乱軍に降伏を促させられていたことが判明する。
ゲイル・ホーソーン
演 - リアム・ヘムズワース 日本語吹き替え:中村悠一
第12地区出身。カットニスが信頼を寄せる数少ない人物の一人。本作では反乱軍の一員としてカットニスと共に戦いに加わる。
ヘイミッチ・アバナシー
演 - ウディ・ハレルソン 日本語吹き替え:山寺宏一
ハンガー・ゲームの元優勝者でカットニスの教育係。第13地区でカットニスと再会する。
エフィー・トリンケット
演 - エリザベス・バンクス 日本語吹き替え:坪井木の実
ハンガー・ゲームの元付き添い役。第13地区でカットニスと再会したのち、反乱軍のプロパガンダ映像を制作するための準備チームの一員となる。
フィニック・オデイル
演 - サム・クラフリン 日本語吹き替え:前野智昭
第4地区出身の男。第75回ハンガー・ゲームの参加者で、カットニス救出作戦のメンバーだった。
婚約者のアニーがキャピトルに囚われてしまい心を痛めるが、反乱軍のプロパガンダ映像に登場することで反乱に加わる。
プロパガンダ映像で、ハンガー・ゲームの勝者たちで眉目秀麗な者がスノーによりキャピトルの市民の間で売り買いされ、自身もその対象となっていたことを明かす。
ジョアンナ・メイソン
演 - ジェナ・マローン 日本語吹き替え:生天目仁美
第7地区出身の女。第75回ハンガー・ゲームの参加者で、カットニス救出作戦に加わったのち捕らえられていたが、コイン首相が送った特殊部隊によって救出される。
ビーティー・ラティア
演 - ジェフリー・ライト 日本語吹き替え:ふくまつ進紗
第3地区出身の男。第75回ハンガー・ゲームの参加者でカットニス救出作戦に加わっていたが、作戦の最中に負った傷がもとで車椅子での生活を余儀なくされる。
本作では第13地区の技術部門に参加し、反乱軍の武器開発を手掛ける。
プリムローズ・エヴァディーン
演 - ウィロウ・シールズ 日本語吹き替え:釘宮理恵
カットニスの妹。愛称はプリム。猫を飼っている。
プルターク・ヘヴンズビー
演 - フィリップ・シーモア・ホフマン 日本語吹き替え:石住昭彦
第75回ハンガー・ゲームのチーフ・ゲームメイカーだった男。その正体は反乱軍の一員で、カットニスを第13地区に連れてくるために救出作戦を企てた。
本作では反乱軍の参謀として活躍する。
コリオラヌス・スノー大統領
演 - ドナルド・サザーランド 日本語吹き替え:稲垣隆史
カットニスたちの暮らす国パネムを治める最高権力者。政敵を陰で毒殺し権力を維持していたことがフィニックの口から明かされる。
シーザー・フリッカーマン
演 - スタンリー・トゥッチ 日本語吹き替え:岩崎ひろし
ハンガー・ゲームで出場者へのインタビューを担当する司会者。本作では反乱軍に降伏を呼びかけるためのキャピトルの国営放送に登場する。

### 本作からの登場人物
アルマ・コイン首相
演:ジュリアン・ムーア、日本語吹き替え:日野由利加
第13地区を治める指導者。カットニスを反乱の象徴"マネシカケス"として位置づけ、反乱軍の士気向上のために利用する。
英語版での肩書きはスノーと同じ大統領となっている。
ボッグス
演 - マハーシャラ・アリ、日本語吹き替え:楠大典
第13地区の高官でコイン首相の右腕。
ペイラー司令官
演:パティーナ・ミラー、日本語吹き替え:林りんこ
反乱軍の司令官。
クレシダ
演 - ナタリー・ドーマー、日本語吹き替え:東條加那子
キャピトルから第13地区に逃れてきた映像ディレクター。反乱軍のプロパガンダ映像の撮影のためカットニスと行動を共にする。
メッサッラ
演 - エヴァン・ロス、日本語吹き替え:水越健
クレシダのアシスタント。反乱軍のプロパガンダ映像の撮影のためカットニスと行動を共にする。
キャスター
演 - ウェス・チャサム
クレシダのカメラクルー。反乱軍のプロパガンダ映像の撮影のためカットニスと行動を共にする。
ポラックス
演 - エルデン・ヘンソン
クレシダのカメラクルーでキャスターの弟。反乱軍のプロパガンダ映像の撮影のためカットニスと行動を共にする。舌がなく言葉を発することができない。
アニー・クレスタ
演 - ステフ・ドーソン、日本語吹き替え:合田絵利
フィニックの婚約者。キャピトルに囚われていたが、コインの送った特殊部隊により救出される。
アントニウス
演 - ロバート・ネッパー、日本語吹き替え:野川雅史
エジェリア
演 - サリタ・チョウドリー、日本語吹き替え:佐竹海莉

## キャスト
※括弧内は日本語吹替
- カットニス・エバディーン（英語版） - ジェニファー・ローレンス（水樹奈々）
- ピータ・メラーク（英語版） - ジョシュ・ハッチャーソン（神谷浩史）
- ゲイル・ホーソーン（英語版） - リアム・ヘムズワース（中村悠一）
- ヘイミッチ・アバナシー（英語版） - ウディ・ハレルソン（山寺宏一）
- コリオラヌス・スノー大統領 - ドナルド・サザーランド（稲垣隆史）
- プルターク・ヘブンズビー - フィリップ・シーモア・ホフマン（石住昭彦）
- アルマ・コイン首相 - ジュリアン・ムーア[8]（日野由利加）
- プリムローズ・エバディーン - ウィロウ・シールズ（釘宮理恵）
- フィニック・オデイル - サム・クラフリン（前野智昭）
- エフィー・トリンケット - エリザベス・バンクス（坪井木の実）
- シーザー・フリッカーマン - スタンリー・トゥッチ（岩崎ひろし）
- ボッグス - マハーシャラ・アリ（楠大典）
- ジョアンナ・メイソン - ジェナ・マローン（生天目仁美）
- エバディーン夫人 - ポーラ・マルコムソン（英語版）（金野恵子）
- ビーティー・ラティア - ジェフリー・ライト（ふくまつ進紗）
- クレシダ - ナタリー・ドーマー[9]（東條加那子）
- メッサラ - エヴァン・ロス（英語版）（水越健）
- ポラックス- エルデン・ヘンソン
- キャスター - ウェス・チャサム（英語版）
- エジェリア - サリタ・チョウドリー（佐竹海莉）
- アニー・クレスタ - ステフ・ドーソン（英語版）（合田絵利）
- ペイラー司令官 - パティーナ・ミラー（英語版）（林りんこ）
- アントニウス - ロバート・ネッパー（野川雅史）

## 製作

### プリプロダクション
2012年7月10日、ライオンズゲートはシリーズ第3作にして最終作『ハンガー・ゲーム3 マネシカケスの少女』の映画を2分割することを発表した。『The Hunger Games: Mockingjay – Part 1』は2014年11月21日、『The Hunger Games: Mockingjay – Part 2』は2015年11月20日に公開される。監督にはライアン・ジョンソン、フランシス・ローレンス、アルフォンソ・キュアロンなど多数が候補に挙がったが、2012年11月1日、『ハンガー・ゲーム2』のローレンスが最終2部作にも続投することが発表された。
2012年12月6日、ダニー・ストロングが2部作の脚本を執筆する予定であることが発表された。2013年2月15日、ライオンズゲートはストロングが書いた『レジスタンス』の脚本を確認し、『レボリューション』の執筆許可を与えた。8月末、ヘムズワースは撮影開始が2013年9月になると発表した。
制作は2013年9月16日よりボストン、アトランタ、ロサンゼルスで始まった。2013年11月13日、ニーナ・ジェイコブソンはピーター・クレイグもまた脚本執筆のため雇われたことを発表した。

### キャスティング
2013年8月26日、ステフ・ドーソンがアニー・クレスタ役でキャストに加わった。2013年9月13日、ライオンズゲートはジュリアン・ムーアがアルマ・コイン首相役で最終2部作のキャストに加わったことを発表した。翌月、パティーナ・ミラー、マハーシャラ・アリ、ウェス・チャサム、エルデン・ヘンソンがペイラー司令官、ボッグス、キャスター、ポルックス役でそれぞれキャスティングされた。エキストラのキャスティングコールは9月23日に行われた。ロバート・ネッパーは映画オリジナルキャラクターのアントニウス役でキャスティングされた。

### 撮影
主要撮影は2013年9月23日にアトランタで始まり、2014年6月20日にベルリンで完了した。『レジスタンス』は『レボリューション』と共にバック・トゥ・バックで撮影された。10月半ば、撮影はロックマートで行われた。スタッフとキャストは『ハンガー・ゲーム2』のプロモーションのために一時撮影を中断し、2013年12月2日に再開した。12月14日、撮影がアトランタのマリオット・マーキスで行われた。12月18日、ジョージア州ニューナンのコールドウェル・タンクで撮影が始まった。
シリーズでプルターク・ヘブンズビーを演じていたフィリップ・シーモア・ホフマンはニューヨークで2014年2月2日に急死し、ライオンズゲートは死亡前に彼のシーンのほとんどは撮影済みであるとの声明を発表した。
2014年4月18日、プロデューサーのニーナ・ジェイコブソンはアトランタでの撮影が完了し、続いて監督のフランシス・ローレンスヨーロッパでの制作に移ることを後日発表した。戦闘シーンはパリとベルリンのベルリン・テンペルホーフ国際空港で撮影されることが発表された。5月7日、パリの街道とイヴリー＝シュル＝セーヌの街での撮影が始まった。
5月9日、パリの ノワジー＝ル＝グランで撮影が行われ、パネムの世界のセットが構築されたことが報じられた。この場所は1984年の『未来世紀ブラジル』の撮影でも使われている。

## 音楽
音楽は映画の暗い雰囲気と対比させて作られた。2014年10月9日、ジェームズ・ニュートン・ハワード作曲の音楽がトリニティ・スクール少年合唱団により収録されたことが明かされた。ジェニファー・ローレンスは楽曲「The Hanging Tree」を歌った。2014年11月25日夜時点で同曲はアップルのiTunesトップ150で4位であった。「The Hanging Tree」はオーストラリアとハンガリーで1位、アメリカ合衆国のビルボード・ホット100で12位を獲得した。

### スコア盤
| #   | タイトル                                                 | 作詞                                     | 作曲・編曲                                                   | 時間 |
| --- | -------------------------------------------------------- | ---------------------------------------- | ------------------------------------------------------------ | ---- |
| 1.  | 「The Mockingjay」                                       |                                          |                                                              | 2:39 |
| 2.  | 「Remind Her Who the Enemy Is」                          |                                          |                                                              | 2:29 |
| 3.  | 「District 12」                                          |                                          |                                                              | 3:23 |
| 4.  | 「Snow's Speech」                                        |                                          |                                                              | 3:32 |
| 5.  | 「Please Welcome Peeta」                                 |                                          |                                                              | 3:53 |
| 6.  | 「Katniss' Nightmare」                                   |                                          |                                                              | 2:06 |
| 7.  | 「The Arsenal」                                          |                                          |                                                              | 3:54 |
| 8.  | 「Incoming Bombers」                                     |                                          |                                                              | 4:33 |
| 9.  | 「Don't Be a Fool Katniss」                              |                                          |                                                              | 1:40 |
| 10. | 「District 12 Ruins」                                    |                                          |                                                              | 3:38 |
| 11. | 「The Hanging Tree」(Featuring ジェニファー・ローレンス) | スーザン・コリンズ (小説家) （ 英語版 ） | Jeremiah Fraites （ 英語版 ） 、 Wesley Schultz （ 英語版 ） | 3:38 |
| 12. | 「Peeta's Broadcast」                                    |                                          |                                                              | 1:45 |
| 13. | 「Air Raid Drill」                                       |                                          |                                                              | 4:31 |
| 14. | 「It's Gonna Be a Long Night」                           |                                          |                                                              | 2:26 |
| 15. | 「Taunting the Cat」                                     |                                          |                                                              | 2:08 |
| 16. | 「White Roses」                                          |                                          |                                                              | 3:25 |
| 17. | 「District 8 Hospital」                                  |                                          |                                                              | 2:07 |
| 18. | 「The Broadcast」                                        |                                          |                                                              | 1:11 |
| 19. | 「Jamming the Capitol」                                  |                                          |                                                              | 3:27 |
| 20. | 「Inside the Tribute Center」                            |                                          |                                                              | 3:44 |
| 21. | 「Put Me on the Air」                                    |                                          |                                                              | 3:10 |
| 22. | 「They're Back」                                         |                                          |                                                              | 2:47 |
| 23. | 「Victory」                                              |                                          |                                                              | 2:54 |

## 政治的影響
2014年11月20日、タイの反軍事政権デモの参加者が劇中に登場するのと同じ三本指の敬礼を使ったため、同国内での上映は中止された。
2014年11月24日、マイケル・ブラウン射殺事件を発端とする騒乱の際、映画でのカットニスの台詞である「If we burn, you burn」の落書きがあることが報じられた。
2014年11月27日の香港の旺角での抗議運動でも三本指の敬礼が使われた。

## 封切り
『ハンガー・ゲーム FINAL: レジスタンス』は2014年11月19日にフランス、ギリシャ、スカンディナヴィア、ブラジルを含む9地域で封切られ、11月20日にはイギリス、ドイツ、オーストラリア、イタリア、メキシコ、大韓民国を含む59地域が追加された。11月21日にはアメリカ合衆国を含む17地域で封切られ、合計で85市場となったが、これは同年のライオンズゲートで最大規模の公開であった。2015年2月8日には中国で2Dとシリーズ史上初めてとなる3Dでの公開が始まり、スクリーン数は4000以上であった。

### ホームメディア
『ハンガー・ゲーム FINAL: レジスタンス』のデジタルHD版は2015年2月17日に配信、Blu-ray及びDVD版は3月6日に発売された。『ナイト ミュージアム/エジプト王の秘密』と競合したにもかかわらず、ホームビデオチャートでは2週連続1位を獲得した。

## 評価

### 興行収入
『ハンガー・ゲーム FINAL: レジスタンス』は北アメリカで約3億3710万ドル、それ以外の国々で約4億1500万ドル、全世界総計で7億5210万ドルを売り上げている。Deadline.comによるとその利益は2億1161万ドルに及ぶと推測されている。世界興行収入は2014年の映画で5位である。世界初動は2億7380万ドルであるがmこれは歴代で16位、2014年公開映画では『トランスフォーマー/ロストエイジ』（3億210万ドル）に次ぐ成績である。

#### 北アメリカ
アメリカ合衆国とカナダでは木曜深夜に3200劇場、金曜に4151劇場で封切られた。木曜深夜の上映では170万ドルを売り上げて2014年最高記録となったが、これは前2作を下回る成績であった。初日には5500万ドルを売り上げて2014年最高かつ11月公開作品歴代6位の初日興行収入となったが、前2作には及ばなかった。金曜の公開日に5000万ドルを上回った作品としては史上15本目、また単日に5000万ドルを上回った作品としては史上19本目である。公開初週末では1億2190万ドルを売り上げたが、これは『トランスフォーマー/ロストエイジ』（1億ドル）を抑えて2014年最大の初動成績であり、歴代では15位である。また公開初週末に100万ドル以上売り上げた作品としては史上28本目である。さらに11月公開作品としては歴代6位の初週末成績である。しかしながらこの初動成績は『ハンガー・ゲーム』（1億5200万ドル）、『ハンガー・ゲーム2』（1億5800万ドル）に及ばないものであった。第2週末3日間では5690万ドル、感謝祭5日間では8260万ドルを売り上げた。感謝祭5日間の売り上げは『ハンガー・ゲーム2』（1億990万ドル）、『アナと雪の女王』（9360万ドル）に次いで歴代3位、3日間では歴代5位の記録である。第3週末も1位を獲得し、第4週末で『エクソダス:神と王』に敗れて2位となった。興行収入は第6週末（37日後）には3億ドルを突破し、2014年の映画としては『ガーディアンズ・オブ・ギャラクシー』となる3億ドル超えを果たした。公開から61日後となる2015年1月21日（水）、『ガーディアンズ・オブ・ギャラクシー』の興行収入を抜いて2014年公開作で最高となったが、2ヶ月後には『アメリカン・スナイパー』により更新された。
北アメリカでは累計で3億3710万ドルを売り上げたがこれは『ハンガー・ゲーム』シリーズでは最低、2014年公開作品としては『アメリカン・スナイパー』に次いで2位、書籍を原作としたSF映画としては歴代4位、ヤングアダルト原作映画としては歴代4位の成績である。また北アメリカ歴代では36位の成績である。また3DやIMAXでない作品が3億ドルを超えるのは『インディ・ジョーンズ/クリスタル・スカルの王国』（2008年）以来のことであり、また同条件では『パイレーツ・オブ・カリビアン/デッドマンズ・チェスト』（2006年）以降で最高の成績である。

#### 北アメリカ以外
北アメリカ以外では中国、日本、インドなどを除いた85市場で同日に封切られた。85市場の1万7000スクリーンにて、2日間（水曜と木曜）で3300万ドル、3日間（水曜から金曜）で6750万ドルを売り上げた。初週末では1億5430万ドルを売り上げ、『ハンガー・ゲーム2』を4%上回った。初登場1位を獲得したのはイギリス（1990万ドル）、ドイツ（1370万ドル）、メキシコ（1210万ドル）、インド（510万ドル）、ロシア（1110万ドル）、フランス（1050万ドル）、オーストラリア（1010万ドル）、ブラジル（880万ドル）である。第2及び第3週にもそれぞれ6700万ドルと3290万ドルを売り上げ、1位となった。4週目末には『ホビット 決戦のゆくえ』に敗れて2位となった。
2ヶ月半遅れの2015年2月8日に封切られた中国では初日に987万ドル、初週末に3140万ドルを売り上げ、いずれも『ハンガー・ゲーム2』を上回った。
『ハンガー・ゲーム FINAL: レジスタンス』はブラジル、イタリア、チリ、ベネズエラ、中央アメリカ、ポルトガルなどを含む31カ国でシリーズ史上最高の興行収入を記録した。

### 批評家の反応
『ハンガー・ゲーム FINAL: レジスタンス』はレビュー・アグリゲータサイトのRotten Tomatoesでは233件のレビューで支持率が65%、支持率が6.3/10となった。Metacriticでは44件のレビューで加重平均値が64/100となった。

### 受賞とノミネート
| 賞                               | 部門                                   | 受賞・候補者                             | 結果       |
| -------------------------------- | -------------------------------------- | ---------------------------------------- | ---------- |
| ブラック・リール賞               | ブレイクスルー女性演技賞               | パティナ・ミラー                         | ノミネート |
| クリティクス・チョイス・アワード | アクション映画女優賞                   | ジェニファー・ローレンス                 | ノミネート |
| クリティクス・チョイス・アワード | 歌曲賞                                 | "Yellow Flicker Beat" - ロード           | ノミネート |
| ゴールデングローブ賞             | 主題歌賞                               | "Yellow Flicker Beat" - ロード           | ノミネート |
| 女性映画批評家協会               | 女性イメージ映画賞                     | 女性イメージ映画賞                       | 受賞       |
| キッズ・チョイス・アワード       | ヴィラン賞                             | ドナルド・サザーランド                   | ノミネート |
| キッズ・チョイス・アワード       | 映画賞                                 | 『ハンガー・ゲーム FINAL: レジスタンス』 | 受賞       |
| キッズ・チョイス・アワード       | 男性アクションスター賞                 | リアム・ヘムズワース                     | 受賞       |
| キッズ・チョイス・アワード       | 女性アクションスター賞                 | ジェニファー・ローレンス                 | 受賞       |
| MTVムービー・アワード            | 映画賞                                 | 『ハンガー・ゲーム FINAL: レジスタンス』 | ノミネート |
| MTVムービー・アワード            | 女性演技賞                             | ジェニファー・ローレンス                 | ノミネート |
| MTVムービー・アワード            | ミュージカルモメント賞                 | ジェニファー・ローレンス                 | 受賞       |
| MTVムービー・アワード            | スクリーン・トランスフォーメーション賞 | エリザベス・バンクス                     | 受賞       |
| MTVムービー・アワード            | ヒーロー賞                             | ジェニファー・ローレンス                 | ノミネート |
| サターン賞                       | SF映画賞                               | 『ハンガー・ゲーム FINAL: レジスタンス』 | 未決定     |
| サターン賞                       | 女優賞                                 | ジェニファー・ローレンス                 | 未決定     |
| 2016 キッズ・チョイス・アワード  | お気に入りの映画                       | 『ハンガー・ゲーム FINAL: レジスタンス』 | 未決定     |
| 2016 キッズ・チョイス・アワード  | お気に入りの映画女優                   | ジェニファー・ローレンス                 | 未決定     |